# FA Cup 2004/05
Der FA Cup 2004/05 war die 124. Austragung des weltweit ältesten Fußballpokalturniers; The Football Association Challenge Cup, oder kurz FA Cup. Diese Pokalsaison startete mit 661 Vereinen. Bis zur Fertigstellung des Londoner Wembley-Stadions verblieb das Finale weiterhin im Millennium Stadium in Cardiff, Wales.
Der Pokalwettbewerb begann mit der Extra Vorrunde am 28. August 2004 und endete mit dem Finale am 21. Mai 2005. Der Sieger dieser Austragung war der FC Arsenal.

## Kalender
| Runde                              | Datum              | Spiele | Vereine   | Prämien    |
| ---------------------------------- | ------------------ | ------ | --------- | ---------- |
| Extra Vorrunde                     | 28. August 2004    | 73     | 661 → 588 | £500       |
| Vorrunde                           | 4. September 2004  | 182    | 588 → 406 | £1.000     |
| Erste Qualifikationsrunde          | 18. September 2004 | 124    | 406 → 282 | £2.250     |
| Zweite Qualifikationsrunde         | 2. Oktober 2004    | 84     | 282 → 198 | £3.750     |
| Dritte Qualifikationsrunde         | 16. Oktober 2004   | 42     | 198 → 156 | £5.000     |
| Vierte Qualifikationsrunde         | 30. Oktober 2004   | 32     | 156 → 124 | £10.000    |
| Erste Hauptrunde                   | 13. November 2004  | 40     | 124 → 84  | £16.000    |
| Zweite Hauptrunde                  | 4. Dezember 2004   | 20     | 84 → 64   | £24.000    |
| Dritte Hauptrunde                  | 8. Januar 2005     | 32     | 64 → 32   | £40.000    |
| Vierte Hauptrunde                  | 29. Januar 2005    | 16     | 32 → 16   | £60.000    |
| Fünfte Hauptrunde                  | 19. Februar 2005   | 8      | 16 → 8    | £120.000   |
| Sechste Hauptrunde (Viertelfinale) | 23. März 2005      | 4      | 8 → 4     | £300.000   |
| Halbfinale                         | 16. April 2005     | 2      | 4 → 2     | £900.000   |
| Finale                             | 21. Mai 2005       | 1      | 2 → 1     | £1.000.000 |

## Modus
Kompletter Überblick bei: FA Cup
Der FA Cup wird in Runden ausgespielt. Teilnehmen kann jede Mannschaft, die ein bestimmtes Leistungsniveau hat und ein angemessenes Spielfeld besitzt. Gespielt wird i. d. R. nur mit einem Hinspiel. Bei unentschieden findet ein Rückspiel statt. Endet das Rückspiel ebenfalls unentschieden geht das Spiel in Verlängerung bzw. Elfmeterschießen. Dieser Modus geht bis zur sechsten Hauptrunde. Ab dem Halbfinale gibt es nur ein Spiel ggf. mit Verlängerung und Elfmeterschießen.
Einige Mannschaften sind von bestimmten Runden freigestellt:
- In der zweiten Qualifikationsrunde kommen die Mannschaften der Conference North/South (6. Spielklasse des englischen Ligabetriebes) hinzu.
- In der vierten Qualifikationsrunde kommen die Mannschaften der Conference National (5. Spielklasse des englischen Ligabetriebes) hinzu.
- In der ersten Hauptrunde kommen die Mannschaften der League 1 und 2 der Football League (3. und 4. Spielklasse des englischen Ligabetriebes) hinzu.
- In der dritten Hauptrunde am ersten Januarwochenende kommen die Mannschaften des Football League Championship (2. Spielklasse des englischen Ligabetriebes) und der Premier League (1. Spielklasse des englischen Ligabetriebes) hinzu

Jeder Sieger erhält eine Prämie aus den Fernsehgeldern, die nach Runde gestaffelt ist.

## Hauptrunde

### Erste Hauptrunde
In der ersten Hauptrunde treten die jeweils 24 Mannschaften der Football League One bzw. Two in den Wettbewerb ein.
Die Spiele wurden am 12. bis 14. November 2004 ausgetragen. Die Wiederholungsspiele fanden zwischen dem 23. bis 25. November statt.
|                     | Ergebnis |                        | Zuschauer |
| ------------------- | -------- | ---------------------- | --------- |
| FC Blackpool        | 3:0      | FC Tamworth            | 4.796     |
| FC Darlington       | 3:3      | Yeovil Town            | 3.698     |
| FC Barnet           | 1:2      | Bath City              | 2.147     |
| Bristol City        | 1:1      | FC Brentford           | 10.000    |
| FC Bury             | 5:2      | Vauxhall Motors        | 2.566     |
| FC Histon           | 2:0      | Shrewsbury Town        | 2.843     |
| AFC Rochdale        | 2:1      | Oxford United          | 2.333     |
| Notts County        | 2:1      | FC Woking              | 4.562     |
| Stafford Rangers    | 0:2      | Chester City           | 2.492     |
| Swindon Town        | 4:1      | Sheffield Wednesday    | 6.160     |
| Stockport County    | 3:1      | Huddersfield Town      | 3.479     |
| Wycombe Wanderers   | 1:0      | Coalville Town         | 2.816     |
| Bristol Rovers      | 1:1      | Carlisle United        | 5.658     |
| Northampton Town    | 1:0      | FC Barnsley            | 4.876     |
| Bradford City       | 0:1      | Rushden & Diamonds     | 4.171     |
| Hull City           | 3:2      | FC Morecambe           | 10.129    |
| Southend United     | 0:3      | Luton Town             | 6.683     |
| Exeter City         | 1:0      | Grimsby Town           | 3.378     |
| Scunthorpe United   | 2:0      | FC Chesterfield        | 4.869     |
| Mansfield Town      | 1:1      | Colchester United      | 3.202     |
| Alfreton Town       | 1:1      | Macclesfield Town      | 2.251     |
| Port Vale           | 3:1      | Kidderminster Harriers | 4.141     |
| Halifax Town        | 3:1      | Cambridge United       | 2.368     |
| Cheltenham Town     | 1:3      | Swansea City           | 4.551     |
| FC Southport        | 1:3      | Hereford United        | 2.045     |
| FC Hayes            | 0:4      | FC Wrexham             | 1.751     |
| Tiverton Town       | 1:3      | Doncaster Rovers       | 1.618     |
| Boston United       | 5:2      | FC Hornchurch          | 2.437     |
| Peterborough United | 2:1      | Tranmere Rovers        | 2.940     |
| Leyton Orient       | 3:1      | Dagenham & Redbridge   | 4.155     |
| Slough Town         | 2:1      | FC Walsall             | 2.023     |
| Cambridge City      | 2:1      | FC Leigh RMI           | 930       |
| Forest Green Rovers | 1:1      | AFC Bournemouth        | 1.837     |
| Hartlepool United   | 3:0      | Lincoln City F.C.      | 4.533     |
| Billericay Town     | 0:1      | Stevenage Borough      | 1.804     |
| FC Yeading          | 2:1      | Halesowen Town         | 524       |
| Aldershot Town      | 4:0      | FC Canvey Island       | 2.600     |
| Hinckley United     | 2:0      | Torquay United         | 2.129     |
| FC Thurrock         | 1:2      | Oldham Athletic        | 1.156     |
| Milton Keynes Dons  | 1:0      | Lancaster City         | 2.065     |

Wiederholungsspiel
|                   | Ergebnis        |                     | Zuschauer |
| ----------------- | --------------- | ------------------- | --------- |
| Yeovil Town       | 1:0             | FC Darlington       | 5.365     |
| FC Brentford      | 1:1 (4:3 i. E.) | Bristol City        | 3.706     |
| Carlisle United   | 1:0             | Bristol Rovers      | 4.813     |
| Colchester United | 4:1             | Mansfield Town      | 2.492     |
| Macclesfield Town | 2:0             | Alfreton Town       | 1.783     |
| AFC Bournemouth   | 3:1             | Forest Green Rovers | 5.489     |

### Zweite Hauptrunde
Die Spiele wurden vom 3. bis 5. Dezember 2004 ausgetragen. Die Wiederholungsspiele folgten am 14. und 15. Dezember des Jahres.
|                     | Ergebnis |                    | Zuschauer |
| ------------------- | -------- | ------------------ | --------- |
| FC Blackpool        | 1:0      | Port Vale          | 4.669     |
| AFC Bournemouth     | 2:1      | Carlisle United    | 5.815     |
| FC Histon           | 1:3      | Yeovil Town        | 2.564     |
| Swindon Town        | 1:1      | Notts County       | 5.768     |
| Stockport County    | 0:0      | Swansea City       | 2.680     |
| Wycombe Wanderers   | 0:3      | Luton Town         | 4.767     |
| Northampton Town    | 1:0      | FC Bury            | 4.415     |
| Hull City           | 4:0      | Macclesfield Town  | 9.831     |
| Oldham Athletic     | 4:0      | Leyton Orient      | 4.657     |
| Exeter City         | 2:1      | Doncaster Rovers   | 4.797     |
| Scunthorpe United   | 2:0      | FC Wrexham         | 5.698     |
| Halifax Town        | 1:3      | Chester City       | 4.497     |
| Hereford United     | 2:3      | Boston United      | 3.601     |
| Peterborough United | 2:0      | Bath City          | 4.187     |
| Slough Town         | 1:3      | FC Yeading         | 2.418     |
| Cambridge City      | 0:1      | Milton Keynes Dons | 2.000     |
| Hartlepool United   | 5:1      | Aldershot Town     | 4.556     |
| Stevenage Borough   | 0:2      | AFC Rochdale       | 2.700     |
| Rushden & Diamonds  | 2:5      | Colchester United  | 3.077     |
| Hinckley United     | 0:0      | FC Brentford       | 2.661     |

Wiederholungsspiel
|              | Ergebnis |                  | Zuschauer |
| ------------ | -------- | ---------------- | --------- |
| Notts County | 2:0      | Swindon Town     | 3.770     |
| Swansea City | 2:1      | Stockport County | 5.572     |
| FC Brentford | 2:1      | Hinckley United  | 4.002     |

### Dritte Hauptrunde
In dieser Runde treten die Mannschaften der FA Premier League (20 Teams) und die Mannschaften des Football League Championship (24 Teams) in den Wettbewerb ein.
Die Spiele wurden am Wochenende des 8. Januar 2005 absolviert. Nötige Wiederholungsspiele wurden für den 17. bis 19. Januar angesetzt.
|                         | Ergebnis |                        | Zuschauer |
| ----------------------- | -------- | ---------------------- | --------- |
| FC Arsenal              | 2:1      | Stoke City             | 36.579    |
| Notts County            | 1:2      | FC Middlesbrough       | 13.671    |
| Manchester United       | 0:0      | Exeter City            | 67.551    |
| Plymouth Argyle         | 1:3      | FC Everton             | 20.112    |
| Leicester City          | 2:2      | FC Blackpool           | 16.750    |
| Derby County            | 2:1      | Wigan Athletic         | 14.457    |
| AFC Sunderland          | 2:1      | Crystal Palace         | 17.536    |
| Wolverhampton Wanderers | 2:0      | FC Millwall            | 12.566    |
| FC Yeading              | 0:2      | Newcastle United       | 10.824    |
| Hull City               | 0:2      | Colchester United      | 14.027    |
| Tottenham Hotspur       | 2:1      | Brighton & Hove Albion | 36.094    |
| FC Reading              | 1:1      | Swansea City           | 13.642    |
| Birmingham City         | 3:0      | Leeds United           | 25.159    |
| Hartlepool United       | 0:0      | Boston United          | 5.342     |
| Milton Keynes Dons      | 0:2      | Peterborough United    | 4.407     |
| Oldham Athletic         | 1:0      | Manchester City        | 13.171    |
| FC Chelsea              | 3:1      | Scunthorpe United      | 40.019    |
| Cardiff City            | 1:1      | Blackburn Rovers       | 14.145    |
| Charlton Athletic       | 4:1      | AFC Rochdale           | 13.955    |
| West Ham United         | 1:0      | Norwich City           | 23.389    |
| Sheffield United        | 3:1      | Aston Villa            | 14.003    |
| Preston North End       | 0:2      | West Bromwich Albion   | 13.005    |
| Rotherham United        | 0:3      | Yeovil Town            | 5.397     |
| FC Burnley              | 3:2      | Tottenham Hotspur      | 19.844    |
| AFC Bournemouth         | 2:1      | Chester City           | 7.653     |
| Coventry City           | 3:0      | Crewe Alexandra        | 7.629     |
| FC Watford              | 1:1      | FC Fulham              | 14.896    |
| Ipswich Town            | 1:3      | Bolton Wanderers       | 20.080    |
| FC Portsmouth           | 1:0      | FC Gillingham          | 14.252    |
| Northampton Town        | 1:3      | FC Southampton         | 7.183     |
| Queens Park Rangers     | 0:3      | Nottingham Forest      | 11.140    |
| Luton Town              | 0:2      | FC Brentford           | 6.681     |

Wiederholungsspiel
|                  | Ergebnis |                   | Zuschauer |
| ---------------- | -------- | ----------------- | --------- |
| Exeter City      | 0:2      | Manchester United | 9.033     |
| FC Blackpool     | 0:1      | Leicester City    | 6.938     |
| Swansea City     | 0:1      | FC Reading        | 7.354     |
| Boston United    | 0:1      | Hartlepool United | 3.653     |
| Blackburn Rovers | 3:2      | Cardiff City      | 9.140     |
| FC Fulham        | 2:0      | FC Watford        | 11.306    |

### Vierte Hauptrunde
Die Spiele fanden am 29. und 30. Januar 2005 statt. Die erforderlichen Wiederholungsspiele wurden am 12. und 13. Februar ausgetragen.
|                      | Ergebnis |                         | Zuschauer |
| -------------------- | -------- | ----------------------- | --------- |
| Derby County         | 1:1      | FC Fulham               | 22.040    |
| Manchester United    | 3:0      | FC Middlesbrough        | 67.251    |
| Blackburn Rovers     | 3:0      | Colchester United       | 10.634    |
| FC Chelsea           | 2:0      | Birmingham City         | 40.379    |
| West Ham United      | 1:1      | Sheffield United        | 25.449    |
| Oldham Athletic      | 0:1      | Bolton Wanderers        | 12.029    |
| FC Arsenal           | 1:0      | Wolverhampton Wanderers | 37.135    |
| FC Everton           | 3:0      | AFC Sunderland          | 33.186    |
| Nottingham Forest    | 1:0      | Peterborough United     | 16.774    |
| FC Brentford         | 0:0      | Hartlepool United       | 8.967     |
| FC Reading           | 1:2      | Leicester City          | 14.825    |
| FC Burnley           | 2:0      | AFC Bournemouth         | 9.944     |
| FC Southampton       | 2:1      | FC Portsmouth           | 29.453    |
| West Bromwich Albion | 1:1      | Tottenham Hotspur       | 22.441    |
| Newcastle United     | 3:1      | Coventry City           | 44.044    |
| Charlton Athletic    | 3:2      | Yeovil Town             | 22.873    |

Wiederholungsspiel
|                   | Ergebnis              |                      | Zuschauer |
| ----------------- | --------------------- | -------------------- | --------- |
| FC Fulham         | 4:2                   | Derby County         | 15.528    |
| Sheffield United  | 1:1 n. V. (3:1 i. E.) | West Ham United      | 15.067    |
| FC Fulham         | 4:2                   | FC Reading           | 15.528    |
| Hartlepool United | 0:1                   | FC Brentford         | 7.580     |
| Tottenham Hotspur | 3:1                   | West Bromwich Albion | 27.860    |

### Fünfte Hauptrunde
Die Begegnungen wurden am 19. und 20. Februar 2005 ausgetragen. Die Wiederholungsspiele folgten am 1. und 2. März des Jahres.
|                   | Ergebnis |                   | Zuschauer |
| ----------------- | -------- | ----------------- | --------- |
| Bolton Wanderers  | 1:0      | FC Fulham         | 16.151    |
| Tottenham Hotspur | 1:1      | Nottingham Forest | 35.640    |
| FC Everton        | 0:2      | Manchester United | 38.664    |
| Charlton Athletic | 1:2      | Leicester City    | 23.719    |
| FC Burnley        | 0:0      | Blackburn Rovers  | 21.468    |
| FC Southampton    | 2:2      | FC Brentford      | 24.741    |
| Newcastle United  | 1:0      | FC Chelsea        | 45.740    |
| FC Arsenal        | 1:1      | Sheffield United  | 36.891    |

Wiederholungsspiel
|                   | Ergebnis              |                   | Zuschauer |
| ----------------- | --------------------- | ----------------- | --------- |
| Nottingham Forest | 0:3                   | Tottenham Hotspur | 28.062    |
| Blackburn Rovers  | 2:1                   | FC Burnley        | 28.691    |
| FC Brentford      | 1:3                   | Bolton Wanderers  | 11.720    |
| Sheffield United  | 0:0 n. V. (2:4 i. E.) | FC Arsenal        | 27.595    |

## Sechste Hauptrunde
Die Spiele fanden vom 12. und 13. März 2005 statt.
|                  | Ergebnis |                   | Zuschauer |
| ---------------- | -------- | ----------------- | --------- |
| Newcastle United | 1:0      | Tottenham Hotspur | 51.307    |
| FC Southampton   | 0:4      | Manchester United | 30.971    |
| Bolton Wanderers | 0:1      | FC Arsenal        | 23.523    |
| Blackburn Rovers | 1:0      | Leicester City    | 22.113    |

## Halbfinale
Die Spiele wurden am 16. sowie 17. April 2005 ausgetragen. Der Austragungsort war in beiden Fällen das Millennium Stadium, Cardiff.
|                  | Ergebnis |                   | Zuschauer |
| ---------------- | -------- | ----------------- | --------- |
| FC Arsenal       | 3:0      | Blackburn Rovers  | 52.077    |
| Newcastle United | 1:4      | Manchester United | 69.280    |

## Finale
| FC Arsenal                                                                       | FC Arsenal | Manchester United | Manchester United | Aufstellung                                    |
| -------------------------------------------------------------------------------- | --- | --- | ----------------- | ---------------------------------------------- |
| FC Arsenal                                                                       | \| Samstag, 21. Mai 2005 um 15:00 Uhr (WESZ) in Cardiff, Wales (Millennium Stadium) \| \| Ergebnis: 0:0 n. V., 5:4 i. E. \| \| Zuschauer: 71.876 \| \| Schiedsrichter: Rob Styles \|                                                                                      | \| Samstag, 21. Mai 2005 um 15:00 Uhr (WESZ) in Cardiff, Wales (Millennium Stadium) \| \| Ergebnis: 0:0 n. V., 5:4 i. E. \| \| Zuschauer: 71.876 \| \| Schiedsrichter: Rob Styles \|                                                                     | Manchester United | Aufstellung FC Arsenal gegen Manchester United |
| FC Arsenal                                                                       | Jens Lehmann – Lauren, Kolo Touré, Philippe Senderos, Ashley Cole – Cesc Fàbregas (86. Robin van Persie), Patrick Vieira , Gilberto Silva, Robert Pirès (105. Edu) – José Antonio Reyes, Dennis Bergkamp (65. Freddie Ljungberg) Cheftrainer: Arsène Wenger ( Frankreich) | Roy Carroll – John O’Shea (77. Quinton Fortune), Rio Ferdinand, Wes Brown, Mikaël Silvestre – Darren Fletcher (91. Ryan Giggs), Roy Keane , Paul Scholes, Cristiano Ronaldo – Wayne Rooney, Ruud van Nistelrooy Cheftrainer: Alex Ferguson ( Schottland) | Manchester United | Aufstellung FC Arsenal gegen Manchester United |
| FC Arsenal                                                                       | Elfmeterschießen | | Manchester United | Aufstellung FC Arsenal gegen Manchester United |
| FC Arsenal                                                                       | 1:1 Lauren Etame Mayer 2:1 Freddie Ljungberg 3:2 Robin van Persie 4:3 Ashley Cole 5:4 Patrick Vieira | 0:1 Ruud van Nistelrooy Paul Scholes 2:2 Cristiano Ronaldo 3:3 Wayne Rooney 4:4 Roy Keane | Manchester United | Aufstellung FC Arsenal gegen Manchester United |
| FC Arsenal                                                                       | Ashley Cole (16.), Lauren Etame Mayer (59.), José Antonio Reyes (75.), Patrick Vieira (118.) | Mikaël Silvestre (21.), Paul Scholes (112.) | Manchester United | Aufstellung FC Arsenal gegen Manchester United |
| FC Arsenal                                                                       | José Antonio Reyes (120.) | | Manchester United | Aufstellung FC Arsenal gegen Manchester United |
| Samstag, 21. Mai 2005 um 15:00 Uhr (WESZ) in Cardiff, Wales (Millennium Stadium) | | |                   |                                                |
| Ergebnis: 0:0 n. V., 5:4 i. E.                                                   | | |                   |                                                |
| Zuschauer: 71.876                                                                | | |                   |                                                |
| Schiedsrichter: Rob Styles                                                       | | |                   |                                                |